# Enginyeria neural
Enginyeria neural també coneguda com a neuro-enginyeria és una disciplina que utilitza tècniques d'enginyeria per comprendre, reparar, reemplaçar, millorar, o tractar les malalties dels sistemes neurals. Els enginyers neurals estan excepcionalment qualificats per resoldre problemes de disseny en la interfície entre el teixit neural "viu" i construccions artificials "no vives".

## Descripció
Aquest camp de l'enginyeria es basa en els camps de la neurociència computacional, neurociència experimental, neurologia clínica, enginyeria elèctrica i processament de senyals de teixits neuronals vius, i comprèn elements de robòtica, cibernètica, enginyeria informàtica, enginyeria de teixits neuronals, ciència de materials i nanotecnologia.
Un dels objectius principals d'aquest camp inclou la restauració i augment de les funcions neuronals del cervell humà a través d'una interacció directa entre el sistema nerviós i dispositius artificials.
La major part de la recerca actual se centra en la comprensió de la codificació i processament de la informació en els sistemes sensorial i cerebral, quantificant com aquest procés es veu alterat en un estat patològic, i com es pot manipular a través de la interacció amb dispositius artificials incloent les interfícies cervell-computador i neuropròtesis.
Altres recerques es concentren en experimentacions que inclouen implants neuronals connectats amb tecnologia externa.